# Сунизам
Сунизам или сунитски ислам је највећи огранак ислама којег слиједи између 85% и 90% муслимана. Сунитски муслимани су (арап. أهل السنة والجماعة, „вјерници који слиједе сунет посланика Мухамеда и чине већину умета”). Краће, најчешће се зову сунитским муслиманима или сунитима. Сунитски ислам се најчешће наводи као ортодоксни облик ислама. Ријеч сунит води поријекло од ријечи сунет (арап. سنة) које означава све оно што је говорио и радио Мухамед, а што је потврђено у хадисима.
Сунити методологију црпе из Курана и хадиса садржаних у Ел Кутуб ел Ситаху. Закони се такође доносе према ова два основна извора с додатком метода правног образложења (кијаса) и консензуса учењака (иџма). Постоји више мишљења учењака по питању свих сегмената изучавања вјере те су она временом сврстана у један од четири главна мезхеба или се одговори на питања траже у Исламском Закону (иџтихад). Сунити вјерују да су учења све четири школе исправна и да се не разликују у темељним увјерењима и практиковању ислама, већ у различитим схватањима фикха од стране имама, оснивача мезхеба, те њихових ученика.
Према сунитској традицији, Мухамед није јасно одредио наследника и муслиманска заједница је поступала у складу са његовом суном те изабрала његовог таста Ебу Бекра као првог калифа. То је у супротности са шиистичким гледиштем, према коме је Мухамед објавио током догађаја на Гадир-Хуму да његов зет и рођак Али ибн Аби Талиб треба да буде његов наследник. Политичке тензије између сунита и шиија наставиле су се различитим интензитетом током целе исламске историје и оне су у последње време погоршане етничким сукобима и успоном вахабизма.
Године 2009, сунити су сачињавали 87–90% муслиманске популације широм света. Сунизам је највећа светска верска деноминација, чему следи католицизам. Његове присталице се називају у арапском ahl as-sunnah wa l-jamāʻah („људи суне и заједнице”) или скраћено ahl as-sunnah. Сунизам се понекад назива „ортодоксним исламом”. Поједини учењаци ислама, као што је Џон Бартон, сматрају да не постоји „ортодоксни ислам”.
Куран, заједно са хадисом (посебно онима које је прикупио Кутуб ас-Сита) и иџмом формира основу целокупног традиционалног права у сунизму. Шеријатске одлуке су изведене из тих основних извора, у споју са аналогним расуђивањем, разматрањем јавне добробити и правне дискреције, користећи принципе судске праксе које су развиле традиционалне правне школе.
У стварима вере, сунитска традиција подупире шест стубова имана (вере) и обухвата асхари и матуридске школе рационалистичке теологије, као и текстуалистичку школу познату као традиционалистичка теологија.

## Школе шеријатског права (мезхеба)
Исламско право је знано као шеријат, оно се темељи на Курану и Суни. Мезхеба се преводи као "пут", различите мезхебе одражавају различита мишљења о неким правима и обвезама шеријата, тако на примјер једна мезхеба види нешто као обвезу, док друга не. Постоје четири шеријатске школе мезхеба:

### Ханифијски мезхеб
Оснивач ове школе био је Абу Ханифах (702.-† 767.), који је рођен у Куфи, Ирак. Слиједбеници ове школе су муслимани: Бангладеша, Пакистана, Индије, Авганистана, великог дијела средње Азије, јужне Русије, Кавказа, те Балкана, Турске те дијела Ирака. Ова школа има слиједбенике и у муслиманима Велике Британије и Њемачке.

### Маликијски мезхеб
Утемељитељ ове школе био је Малик ибн Анас (-† 795.) он је развио своје идеје у Медини, гдје је био један од посљедњих преживјелих другова Мухамеда, и његове уже породице. Његов наук је забиљежен у књизи Мувата која је закон за већину муслимана Африке, осим оних у Доњем Египту, Занзибару и Јужној Африци. Маликијска школа је популарна и код муслимана Француске. Малик ибн Анас био је особни учитељ Ханафија и Идриса еш Шафија.

### Шафијски мезхеб
Први човјек ове школе био је Мухамед ел Шафи (-† 820.) ученик Малика ибн Анаса. Он је дјеловао Ираку те потом у Египту. До учења ове школе држе муслимани; Индонезије, Доњег Египта, Малезије, Брунеја, Сингапура, Сомалије, Јордана, Либана, Сирије, Керале у Индији, Шри Ланке, Малдива, Палестине, Јемена и Курдистана. Ел Шафи је посебно наглашавао Мухамедову Суну (све оно што је радио, говорио или шутњом одобрио) то је по њему био хадис (оно што је Мухамед рекао) и извор Шеријата.

### Ханбелијски мезхеб
Родоначелник ове школе био је Ахмад ибн Ханбели († 855.), који је рођен је у Багдаду. Он је врло детаљно простудирао наук ел Шафија. И поред забрана и прогона, он је чврсто остао у ставу да света књига Куран није створена. Ова школа има највише слиједбеника по Арапском полуострву.

### Теологија четири школа
Сљедбеници свих четири школа слиједе исти основни састав вјеровања, али се разликују једни од других у практичном извођењу вјерских ритуала, те у правничким интерпретацијама "божанских принципа" (шеријат) односно у интерпретацији Курана и Хадиса (ријечи). Сунитски муслимани држе да су оба извора једнаковриједна.
Постоје и друге сунитске шеријатске школе. Међутим, оне имају врло мало слиједбеника и релативно су непознате у односу на популарност четири главне школе, такође, многи од ових школа су изумрле јер нису имале довољно сљедбенике да опстану.